# Masivesi Dakuwaqa
Masivesi Dakuwaqa (Nadi, 14 de fevereiro de 1994) é um jogador de rugby fijiano, que joga na posição de prop.

## Carreira

### Rio 2016
Fez parte do elenco da Seleção de Rugbi de Sevens de Fiji, no Rio, conquistando a medalha de ouro.